# Ovis dalli
Ovis dalli, también conocida como el carnero, muflón, oveja de Dall u oveja thinhorn (de cuernos delgados), es una especie de oveja salvaje nativa del noroeste de América del Norte . La especie Ovis dalli está constituida por dos subespecies; Ovis dalli dalli y Ovis dalli stonei, que vivee en zonas alpinas montañosos distribuidos en el noroeste de la Columbia Británica, el Yukón, los Territorios del Noroeste y Alaska. Se alimentan de una variedad de plantas como hierbas, juncos e incluso arbustos como el sauce, durante diferentes épocas del año. También adquieren minerales para complementar su dieta. 
Al igual que otras especies de Ovis, los carneros se embisten con los cuernos, para definir su dominio en el rebaño.

## Taxonomía y genética
El nombre específico dalli refiere  al naturalista William Healey Dall (1845–1927). El nombre común, oveja Dall u oveja de Dall se usa a menudo para referirse a la subespecie, O. d. dali, mientras que a la otra subespecie, O. d. stonei, se llama la Oveja Stone.
Originalmente, la subespecie O. d. dalli y O. d. stonei se distinguían por el color de su pelaje. Sin embargo, se ha demostrado que las designaciones basadas en el pelaje son cuestionables. La intergradación de color completa ocurre en ambas subespecies de ovejas de O. dalli (es decir, Dall y Stone), variando entre los morfos blancos y oscuros de la especie. Las poblaciones de colores intermedios, llamadas ovejas Fannin, se identificaron originalmente (incorrectamente) como una subespecie única ( O. d. fannini ) con distribuciones que habitan en las montañas Pelly y las montañas Ogilvie del territorio de Yukón.
Las ovejas Fannin se han confirmado más recientemente como individuos mixtos con orígenes genéticos predominantemente de ovejas de Dall. La evidencia anterior del ADN mitocondrial no había mostrado división molecular a lo largo de los límites de las subespecies anteriores, aunque la evidencia del ADN nuclear puede brindar algún apoyo. La taxonomía actual que utiliza información del ADN mitocondrial puede ser menos confiable debido a la hibridación entre O. dalli y O. canadensis registrada en la historia evolutiva.
Los análisis genéticos actuales que utilizan un conjunto de polimorfismos de nucleótido único (SNP) en todo el genoma han confirmado nuevos límites geográficos de distribución de las subespecies de ovejas de Dall y Stone, actualizando las clasificaciones anteriores de ADN mitocondrial y basadas en el pelaje.

## Descripción
La altura a la cruz de O. dalli es de alrededor de 3 pies (0,9 m). Es de color blanquecino y su pelaje consiste en una capa interna de lana fina y pelos protectores rígidos, largos y huecos. Sus abrigos de invierno pueden medir más de 2 pulgadas (5 cm) de espesor. O. dalli puede vivir entre 12 y 16 años.
Los machos adultos de O. dalli tienen cuernos gruesos y curvos. Los machos adultos se distinguen fácilmente por sus cuernos, que continúan creciendo constantemente desde la primavera hasta principios del otoño. Esto da como resultado un patrón de crecimiento de anillos que comienza y se detiene llamado annuli . Annuli se puede utilizar para ayudar a determinar la edad.

## Historia Natural
Las ovejas de Dall habitan las cadenas montañosas subárticas y árticas de Alaska, el Territorio de Yukón, las Montañas Mackenzie en los Territorios del Noroeste Occidental y el centro y norte de la Columbia Británica . O. dalli se encuentra en áreas con una combinación de tundra alpina seca, praderas y terreno escarpado o accidentado. Esta combinación permite tanto el pastoreo como el escape de los depredadores.
Sus principales depredadores son principalmente las jaurías de lobos, coyotes, osos negros y osos pardos; mientras que las águilas reales son depredadores de los corderos jóvenes. Se sabe que O. dalli empuja a los lobos grises desde la cara de los acantilados.

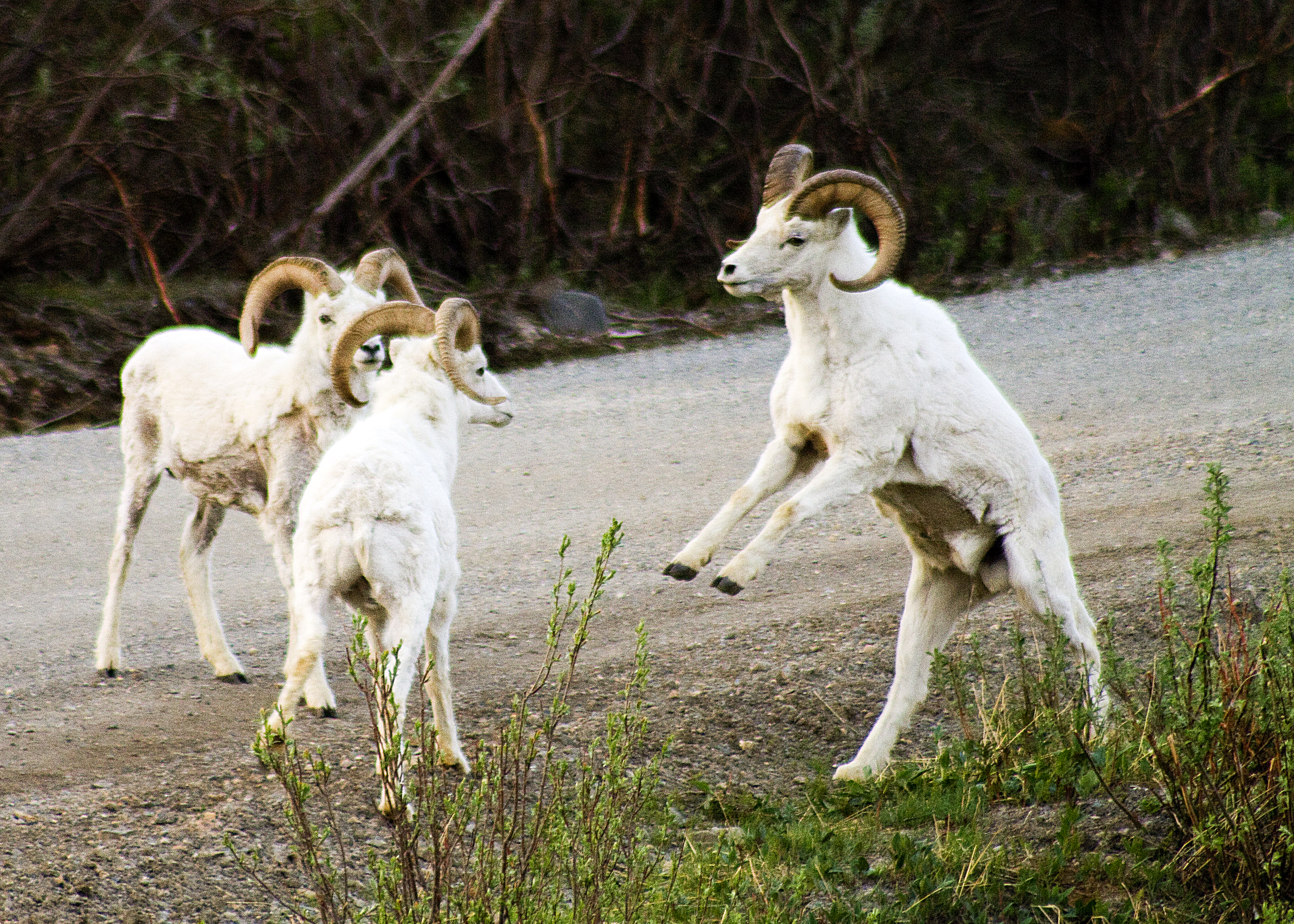
Carneros interactuando en el Parque Nacional Denali

## Relación con los humanos

### Caza

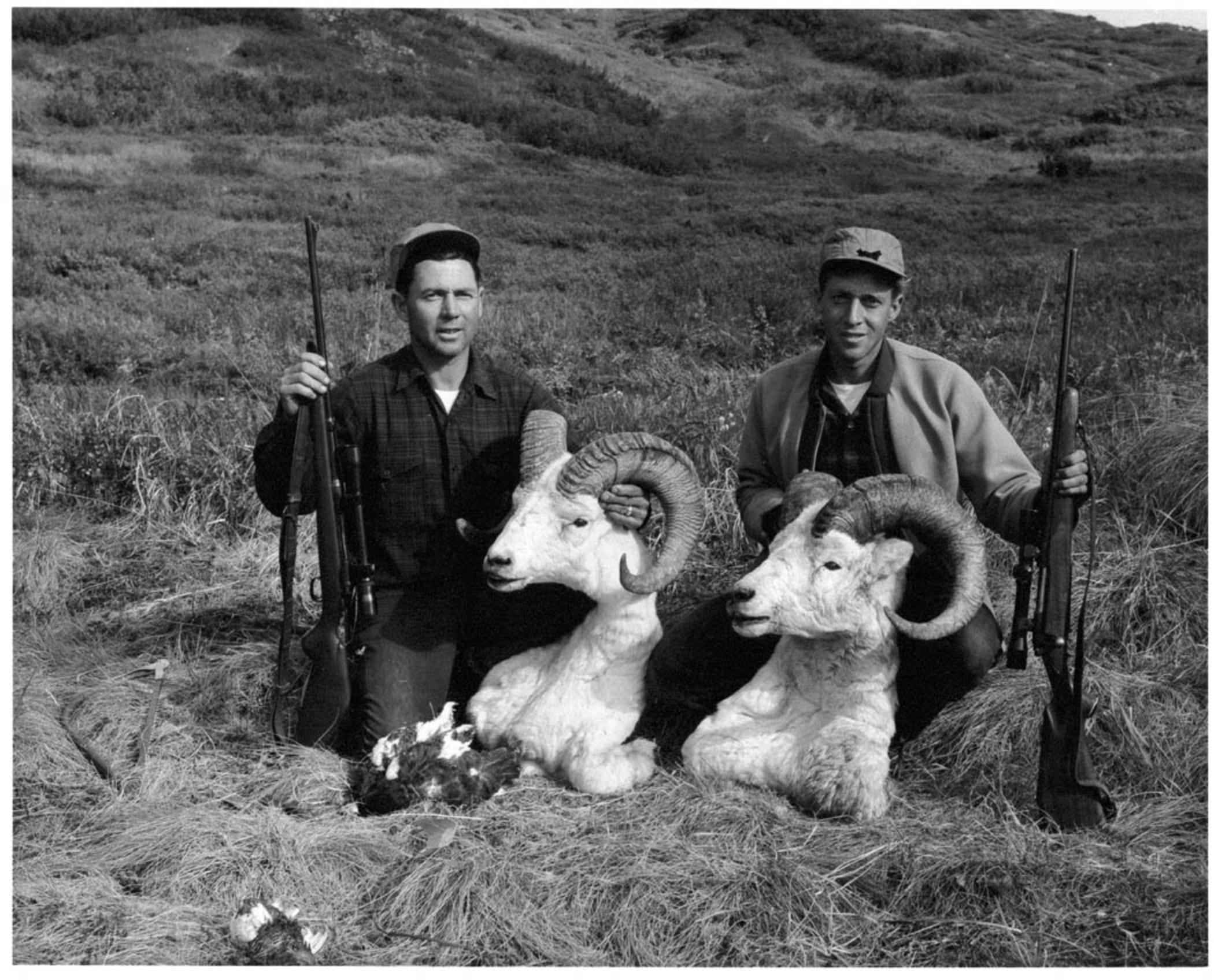
Caza deportiva de O. dalli, 1953

El pueblo Inupiat tiene una larga historia de caza de O. dalli que se remonta al menos al siglo XVI. Las ovejas son valoradas por su piel, que se usa para ropa de abrigo y su carne, especialmente en épocas en que no hay caribúes disponibles. Históricamente, las ovejas se cazaban a pie en verano y en invierno en trineos tirados por perros . Hoy en día, el terreno accidentado en el que viven todavía requiere caminar para llegar a estos animales. La dependencia de O. dalli para carne y ropa fluctúa con las poblaciones de caribú. Las manadas de caribúes disminuyeron considerablemente en la década de 1940 y O. dalli se convirtió en una importante especie de cosecha. Desde la década de 1990, las poblaciones de caribúes han sido lo suficientemente grandes como para sustentar a las personas. En consecuencia, la cosecha de subsistencia de O. dalli es menor ahora que en la década de 1940, pero las ovejas continúan siendo una fuente importante de carne cuando las rutas de migración del caribú cambian durante el invierno o entre años.
Su caza deportiva está permitida en las reservas nacionales de Alaska, los cazadores pueden cazar carneros maduros de O. dalli que tengan cuernos totalmente enroscados o más grandes, que tengan ambas puntas rotas o que tengan por lo menos ocho años de edad.

### Cambio climático
Los cambios en la abundancia, distribución, composición y salud de O. dalli pueden indicar cambios que están ocurriendo con otras especies y procesos del ecosistema. Las ovejas viven en zonas alpinas o de alta montaña. Se espera que estas áreas experimenten cambios significativos asociados con el cambio climático . Los cambios pueden incluir cambios en la ubicación de las comunidades de plantas (p. ej., un aumento de arbustos en áreas alpinas), diversidad de especies de plantas (p. ej., pérdida de especies forrajeras importantes para las ovejas) y patrones climáticos locales (como una mayor incidencia de altas nevadas invernales) y eventos de formación de hielo), que pueden afectar la distribución y abundancia de las ovejas.

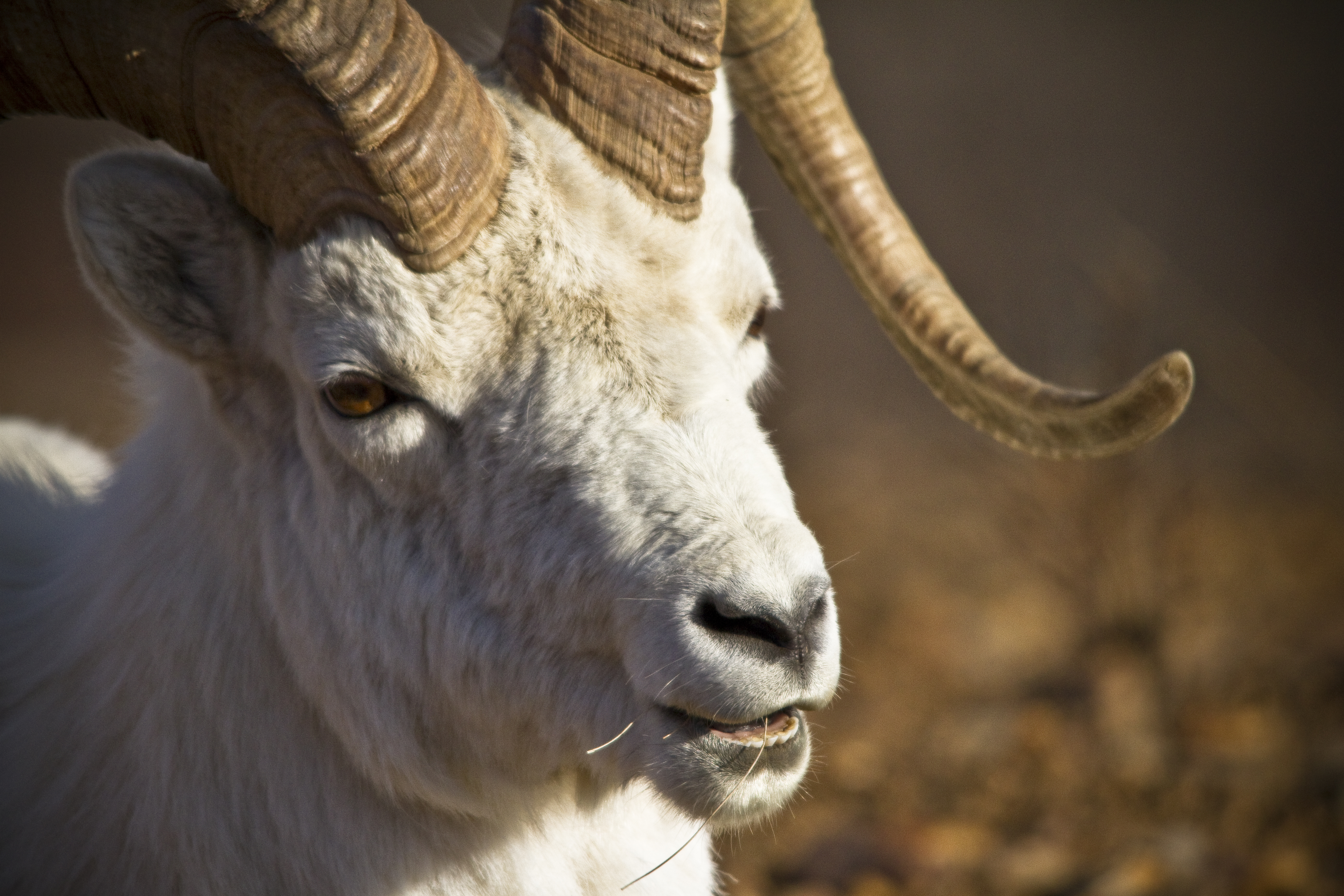
O. dalli comiendo hierba